# 勞倫斯鎮區 (新泽西州坎伯蘭縣)
勞倫斯鎮區（英語：Lawrence Township）是位於美國新澤西州坎伯蘭縣的一個鎮區。

## 地方資料
勞倫斯鎮區的面積為99.43平方千米，當中陸地面積為95.63平方千米，而水域面積為3.80平方千米。根據2020年美國人口普查的數據，當地共有人口3087人，而人口密度為每平方千米31.05人。